# Аламовская слобода
Ала́мовская слобода́ — слобода в московском районе Измайлово, позднее Аламовская улица. Образована из крестьян деревни Аламово.

## История
В 1664 году крестьяне деревни Аламово были переведены «з жёнами и з детьми в село Измайлово на вечное житьё».
Сюда перевели 664 семьи владимирцев, костромичей и переславцев. Жители новой слободы старались вернуться к родным местам, роптали, так что документы отмечают: «ныне в то число налицо только 183 двора, а 481 двор в бегах». Крестьяне бежали на Дон и присоединялись к восстанию Степана Разина. За оставшимися был установлен строгий надзор и приказано «про переславцев пашенных разведать подлинно, чтоб в тех людях воров никаких отнюдь не было».
Здесь, в новой слободе, учреждался аптекарский сад. Разводили плодовые деревья, кусты и лекарственные растения. Пётр I требовал высылать отсюда полезные травы в новую столицу. А рассаду целебного чистотела в 1690-х годах по приказу Петра I перевезли в Переславль и укоренили в селе Веськово. До сих пор махровый чистотел расцветает около своего современника, ботика «Фортуна», напоминая о судьбе переславских крестьян.